# Hydrotaea ochribasis
Hydrotaea ochribasis är en tvåvingeart som beskrevs av Fritz Isidore van Emden 1943. Hydrotaea ochribasis ingår i släktet Hydrotaea och familjen husflugor.
Artens utbredningsområde är Kenya. Inga underarter finns listade i Catalogue of Life.